# 阿尔法 (电影)
《阿尔法》是2025年上映的肉體恐怖劇情片，由茱莉亞·迪古何諾自编自导，演员阵容包括塔哈·拉辛、格什菲·法拉哈尼、梅丽莎·波罗斯、艾瑪·麥基、芬尼根·奥德菲尔德、卢埃·阿姆鲁西。电影讲述一名女生从学校回来后，身上出现纹身，疑似染上致命的新型血源性疾病。
电影入选第78屆坎城影展主竞赛单元，2025年5月19日全球首映，2025年8月20日登陆法国院线，由Diaphana Distribution发行。

## 剧情大纲
13岁的阿尔法是问题少女，和母亲同住。一天放学回家，阿尔法发现自己身上出现神秘纹身，母亲怀疑她已经染上奇怪的新型血源性疾病，但凡感染，身体就会慢慢变成大理岩。母女俩的生活就此崩塌。

## 演员
- 梅丽莎·波罗斯（Mélissa Boros）饰 阿尔法（Alpha）
  - 安布里尼·特里戈·瓦克德（Ambrine Trigo Ouaked）饰 五岁的阿尔法
- 格什菲·法拉哈尼 饰 母亲
- 塔哈·拉辛 饰 阿敏（Amin）
- 艾瑪·麥基 饰 护士
- 芬尼根·奥德菲尔德（英语：Finnegan Oldfield） 饰 英语老师
- 卢埃·阿姆鲁西（Louai El Amrousy）饰 阿德里安（Adrien）
- 让-夏尔·克利歇（Jean-Charles Clichet）
- 克里斯托弗·佩雷兹（Christophe Perez）

## 制作
发行商电影国度娱乐和Charades认为本片是导演兼编剧茱莉亞·迪古何諾“最个人化、最深刻的作品”。
主体拍摄于2024年9月至10月在勒阿弗尔展开。10月23日至24日，剧组在蓬托德梅尔的公共游泳池取景，泳池因保留1980年代风貌被选中。随后剧组移师诺曼底，进行为期35天的拍摄，11月份在巴黎继续拍摄。电影由格什菲·法拉哈尼和塔哈·拉辛主演，拉辛为角色减重20公斤。
多数影评人认为片中的虚构疾病隐喻了艾滋病，剧情影射了艾滋病疫情刚刚爆发的1980年代初。

## 发行
2024年5月，霓虹在第77屆坎城影展的电影市场上买下电影北美发行权；早在2021年，该公司在北美发行同样由迪古何諾执导的电影《钛》。电影入选第78屆坎城影展主竞赛单元，争夺金棕榈奖，2025年5月19日全球首映。拉美地区和印度由MUBI发行，英国和爱尔兰地区由柯松影业发行。

## 反响
根据評論匯總网站爛番茄汇总的24篇评论文章，54%的评论家给予该作正面评价。在Metacritic上，11位影評人共給予了48分的分數（滿分100分），這部電影獲得了「評價褒貶不一或一般」。
IndieWire的大卫·埃利希（David Ehrlich）认为电影表现“惨淡”，导演迪古何諾“第一次明显失败”。《衛報》的彼得·布拉德肖只给影片打出一星评分，认为电影“叙事疯狂、令人困惑、过度紧张、毫无幽默感，不能改变影片中的一切都缺乏说服力且乏味的事实。”相反，《Vogue》的拉迪卡·塞斯（Radhika Seth）给出正面评价，认为电影“让人感觉注定会成为经典邪典之作”，同时赞扬波罗斯、法拉哈尼和波辛的演绎。

### 奖项
| 大奖       | 颁奖日期      | 奖项       | 获得者          | 结果 | 参考   |
| ---------- | ------------- | ---------- | --------------- | ---- | ------ |
| 戛纳电影节 | 2025年5月24日 | 金棕榈奖   | 茱莉亞·迪古何諾 | 提名 | [ 22 ] |
| 戛纳电影节 | 2025年5月24日 | 酷兒棕櫚獎 | 茱莉亞·迪古何諾 | 提名 | [ 22 ] |